# Zwergfüßer

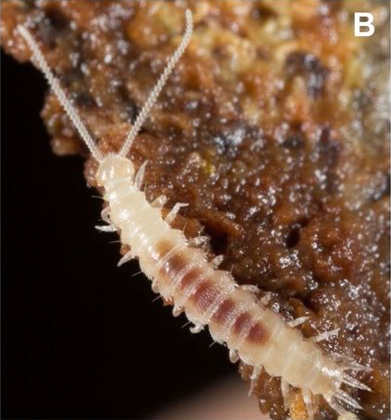
Hanseniella sp. aus Neuseeland

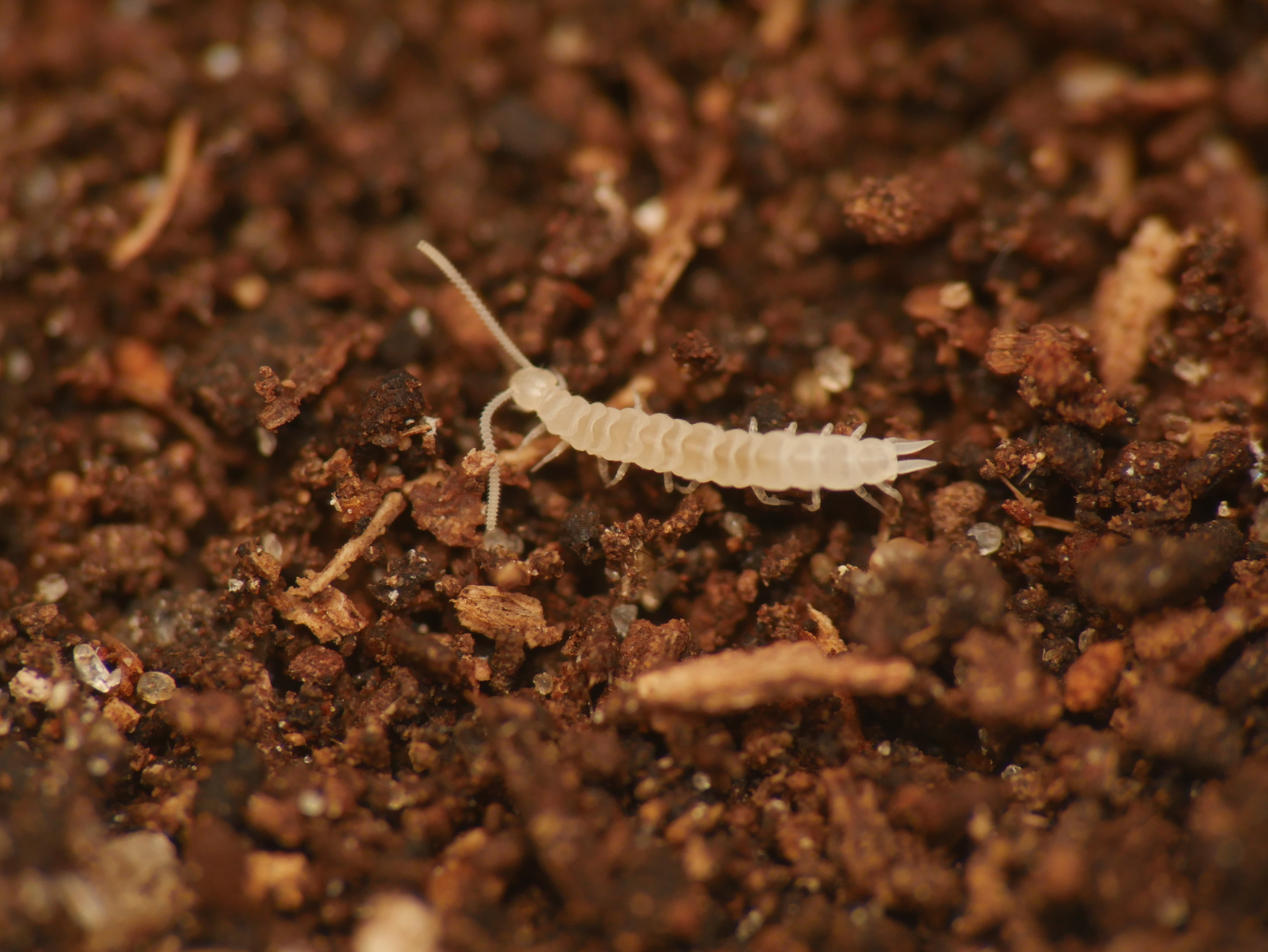
Scutigerella sp.

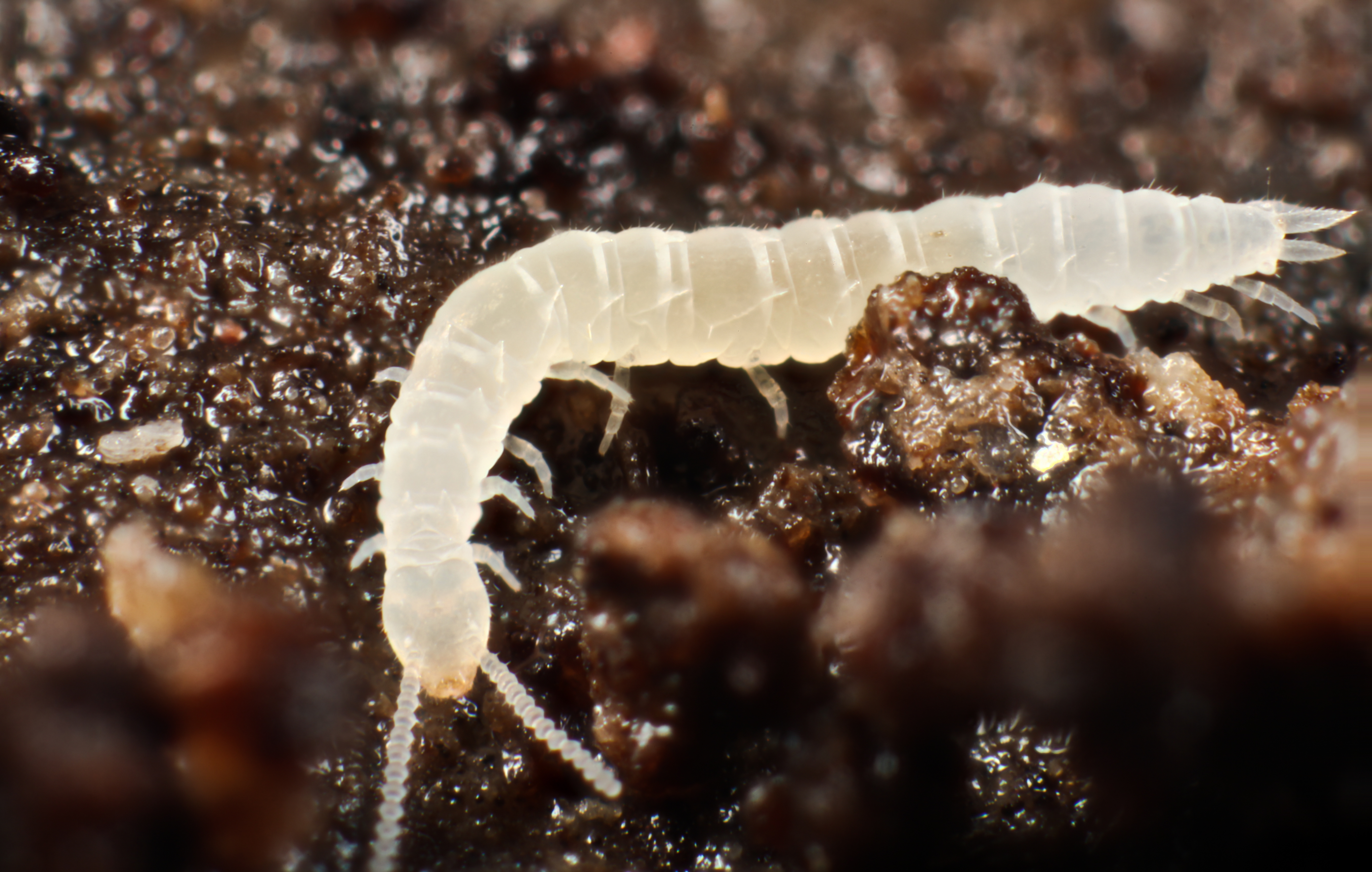
Unbestimmter Zwergfüßer aus der Familie Scolopendrellidae

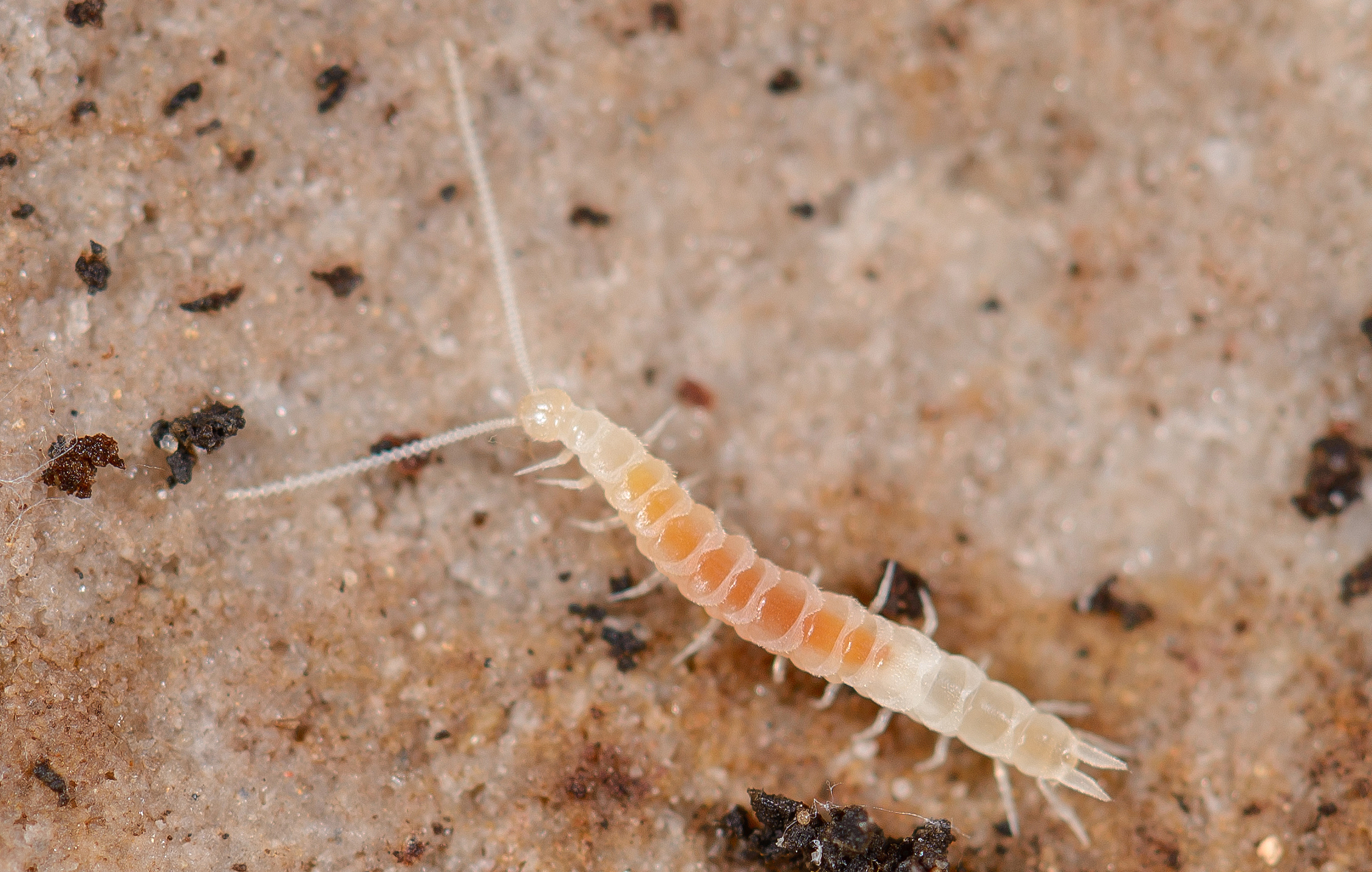
Unbestimmte Art der Familie Scutigerellidae aus West Virginia

Die Zwergfüßer (Symphyla) sind eine Klasse der Gliederfüßer (Arthropoda) und werden bei den Tausendfüßern (Myriapoda) eingeordnet. Weltweit sind etwa 150 Arten dieser sehr kleinen, pigment- und augenlosen Tiere bekannt. In Deutschland leben davon 19. Sie werden maximal 9 mm lang.

## Lebensweise der Zwergfüßer
Die Zwergfüßer leben hauptsächlich in der obersten Bodenschicht (Mulm), unter Dunghaufen sowie unter Steinen. Dabei ernähren sie sich von verrottenden und auch von lebenden Pflanzenteilen. Bei Massenauftreten können sie vor allem in Gärtnereien (auch in Gewächshäusern) als Schädlinge wirken.

## Bau der Zwergfüßer
Wie alle Angehörigen der Myriapoden zeichnen sich die Zwergfüßer vor allem durch eine einheitliche Gliederung der Körpersegmente aus. Die Zwergfüßer besitzen immer 12 Segmente, die jeweils ein Laufbeinpaar tragen. Betrachtet man sie von oben, kann man allerdings häufig mehr als 12 Rückenplatten erkennen (bei Scutigerella 15, ansonsten bis 25), da einige Segmente zwei dieser als Tergite benannten Strukturen ausbilden. Die Beine sind gleichförmig gebaut, lediglich das erste Beinpaar kann weniger Glieder besitzen oder vollständig fehlen. An den Beinen 2 – 12 besitzen die Tiere ausstülpbare Säckchen (Coxalorgane), an den Beinen 3 – 12 zusätzlich griffelartige Strukturen (Styli).
Der Kopf der Tiere ist flach und besitzt an der Unterseite mehrere flach anliegende Mundwerkzeuge (Mandibeln und zwei Paar Maxillen). Das zweite Maxillenpaar bildet eine Unterlippe. Die Antennen setzen sich aus einer Kette gleichartiger Antennenglieder zusammen und bilden eine so genannte Gliederantenne. Anders als alle anderen Tracheentiere besitzen die Zwergfüßer nur ein einziges Paar Tracheenöffnungen (Stigmen) nahe der Mandibelbasis, von wo aus verzweigte Tracheen bis in das 4. Rumpfsegment ziehen.
Das Hinterende trägt ein Paar Spinngriffel, die mit Spinndrüsen im Körper verbunden sind, sowie ein Paar Mechanorezeptoren (Trichobothrien).

## Fortpflanzung und Entwicklung
Zur Begattung bildet das Männchen der Zwergfüßer (beobachtet bei Scutigerella) einen langen Sekretstiel, auf dem es einen Spermatropfen absetzt. Dieser Tropfen wird von den Weibchen aufgenommen und im Mundvorraum gelagert. Danach setzt es einzeln an Blättern von Moosen die Eier ab und befruchtet sie dort mit Hilfe des Spermavorrats.
Die Jungtiere der Zwergfüßer schlüpfen mit einer deutlich verminderten Beinzahl (Scutigerella mit sieben Beinpaaren) und bekommen mit jeder Häutung ein neues Beinpaar hinzu, bis alle Segmente vorhanden sind. Auch dann häuten sich die Tiere weiter.

## Systematik der Zwergfüßer
Die Zwergfüßer bilden aufgrund der Darm- und Fettkörperbildung innerhalb des Dotters sowie des Aufbaus der Mechanorezeptoren (Trichobothrien) gemeinsam mit den Dignatha (Doppelfüßer und Wenigfüßer) das Taxon Progoneata. Dieser Gruppe werden gemeinhin die Hundertfüßer als Schwestergruppe gegenübergestellt.
Die europäischen Arten der Zwergfüßer werden in zwei Familien aufgeteilt, die Scolopendrellidae (beispielsweise mit Symphylella vulgaris) und die Scutigerellidae (beispielsweise mit Scutigerella immaculata, S. tusca, S. pagesi, S. remyi und S. silvatica). Aus beiden Familien sind inzwischen Fossilien bekannt. Ein Vertreter der Gattung Scolopendrella aus dem Baltischen Bernstein stellt den einzigen fossilen Scolopendrelliden dar. Innerhalb der Scutigerelliden sind zwei Arten aus dem Baltischem Bernstein und eine aus dem Dominikanischen Bernstein bekannt.
- Scolopendrellidae Newport, 1845 
  - Geophilella (in Deutschland nur Geophilella pyrenaica)
  - Pseudoscutigerella
  - Scolopendrella (in D nur Scolopendrella notacantha)
  - Scolopendrellina
  - Scolopendrellopsis (in D: S. arvernorum und S. subnuda)
  - Symphylella (in D: S. elongata, S. isabellae, S. major, S. vulgaris)
  - Symphylellopsis
- Scutigerellidae Bagnall, 1913
  - Hanseniella (in D: H. agilis, H. caldaria, H. nivea, H. oligomacrochaeta, H. orientalis)
  - Scolopendrelloides
  - Scutigerella (in D: S. causeyae, S. immaculata, S. nodicercus, S. palmonii, S. remyi, S. verhoeffi)